# Bylanská kultura
Bylanská kultura je archeologická kultura pojmenovaná podle nálezu pohřebiště u Bylan nedaleko Českého Brodu. Patří mezi kultury doby halštatské a časově spadá do 8. až počátku 6. století př. n. l. Podle archeologických nálezů je spjata s oblastí středních a severozápadních Čech.

## Společnost
Společnost bylanské kultury byla podle analýzy pohřebních zvyklostí sociálně rozvrstvená a využitím sídlišť (Žatec, Hradec u Kadaně) navazovala na kultury doby bronzové. O způsobu života nebo hospodářství existuje jen malé množství dokladů, protože známe jen malý počet sídlišť, a jejich poznání je jen zlomkovité. Předměty běžné spotřeby se navíc velmi odlišovaly od výbavy vkládané do hrobů.

## Keramika
Příslušníci bylanské kultury nepoužívali hrnčířský kruh, a svou keramiku vytvářeli z tenkých hliněných válečků, jejichž spirálovitým stáčením modelovali nádoby (misky a amforám podobné nádoby). Povrch pokrývali grafitem, kterým nahrazovali glazuru. Ke konci doby halštatské povrch zdobili svislými žlábky, oblouky, trojúhelníky a jinými geometrickými tvary.

## Pohřebiště
Hroby na různých pohřebištích lze rozdělit do čtyř skupin. Nejhonosnější jsou hroby pod mohylami vybavené desítkami nádob, součástmi vozů a koňských postrojů. Menší komorové hroby obsahují podobnou výbavu ovšem bez částí vozu. Třetí skupinu tvoří hroby vybavené především keramikou. Ve všech třech typech byli lidé pohřbíváni nespálení. Poslední kategorii hrobů představují pohřby spálených těl uložených v nádobě nebo do mělké pohřební jamky. Vzhledem k bohaté pohřební výbavě byly hroby bylanské kultury často vykrádány.
Největší pohřebiště bylanské kultury bylo objeveno v Polákách u Kadaně, kde bylo prozkoumáno padesát hrobů z celkových osmdesáti. V jeho centru se nacházela kamenem označená mohyla s průměrem téměř třicet metrů. Další lokality jsou známé z Vikletic, Rvenic, okolí Žatce, Hradešína nebo Pňovan.